# Oldenburgische S 3
Die Gattung S 3 der Großherzoglich Oldenburgischen Staatseisenbahnen (Baureihe 13.18 der Deutschen Reichsbahn) wurde nach dem Vorbild der Preußischen S 3 gebaut und für die Strecke zwischen Wilhelmshaven, Oldenburg und Bremen angeschafft. Sie war bei den Großherzoglich Oldenburgischen Staatseisenbahnen die erste Schnellzuglok und auch die erste Lokomotive mit einem Dampfdom. Sie löste die alten Personenzuglokomotiven der Gattung P 4 ab.
Sechs Maschinen mit den Nummern 151–154, 160 und 161 wurden in den Jahren 1903 und 1904 von Hanomag gebaut. Sie unterschieden sich in einigen technischen Details von den preußischen Lokomotiven, hatten aber noch nicht die später in Oldenburg übliche Lentz-Ventilsteuerung.
Die Deutsche Reichsbahn übernahm alle sechs Lokomotiven mit den Nummern 13 1801 bis 13 1806 und musterte sie bis 1927 aus.